# Kelly Clark
 Ikke at forveksle med Kelly Clarkson.
Kelly Clark (født 26. juli 1983 i Newport, Rhode Island, USA) er en amerikansk snowboarder, der konkurrerer i disciplinen halfpipe. 

## Karriere
Clark har stået på snowboard siden hun var otte år gammel og begyndte at konkurrere i 1999. Hun blev udtaget til det amerikanske landshold i 2000, og hun dominerede halfpipe-disciplinen i 2002, hvor hun vandt en række store stævner. Hun blev derfor udtaget til vinter-OL samme år på hjemmebane i Salt Lake City. Her kvalificerede hun sig som bedst af alle til finalen. I første gennemløb i finalen var Doriane Vidal fra Frankrig bedst med 43,0 point foran Clark og schweiziske Fabienne Reuteler, men Clark var klart bedst i andet gennemløb med 47,9 point, hvilket sikrede hende guldet foran Vidal, mens Reuteler fik bronze.
Ved legene fire år senere i Torino blev Clark nummer fire, mens hun ved vinter-OL 2010 i Vancouver klarede sig bedre, da hun efter en andenplads i kvalifikationen igen var med i finalen. Her var australske Torah Bright bedst og vandt guld med 45,0 point foran amerikaneren Hannah Teter med 42,4 point, lige foran Clark med 42,2 point.
Ved vinter-OL 2014 i Sotji var Clark bedst i kvalifikationen igen var med i finalen. Her var hendes landsmand Kaitlyn Ferrington bedst og vandt guld med 91,75 point foran Bright med 91,50 point, mens Clark hentede endnu en bronzemedalje med 90,75 point. Hun var med endnu engang ved  vinter-OL 2018 i Pyeongchang, hvor hun blev nummer fire.